# Catar en los Juegos Paralímpicos de Río de Janeiro 2016
Catar estuvo representado en los Juegos Paralímpicos de Río de Janeiro 2016 por tres deportistas, dos hombres y una mujer.

## Medallistas
El equipo paralímpico catarí obtuvo las siguientes medallas:
| Nombre                 | Deporte   | Evento             |
| ---------------------- | --------- | ------------------ |
| Oro                    |           |                    |
| —                      |           |                    |
| Plata                  |           |                    |
| Sara Hamdi Masoud      | Atletismo | Peso F33 femenino  |
| Abdulrahman Abdulkadir | Atletismo | Peso F34 masculino |
| Bronce                 |           |                    |
| —                      |           |                    |